# Nekrolog Februar 2004
Nekrolog
◄◄
| ◄
| 2000
| 2001
| 2002
| 2003
| 2004 | 2005 | 2006 | 2007 | 2008 | ► | ►►
Januar |
Februar |
März |
April |
Mai |
Juni |
Juli |
August |
September |
Oktober |
November |
Dezember 2004
Weitere Ereignisse | Allgemeiner Nekrolog 2004
Die Beschreibung der verstorbenen Person sollte so kurz wie möglich gehalten sein und nur deren signifikante Tätigkeit(en) enthalten.
Neue Namen ggf. auch unter dem Geburts- und Sterbedatum, also etwa unter 1. Januar und im Geburts- und Sterbejahr (2024) eintragen (nur bei entsprechender großer Wichtigkeit). Für Beispiele siehe die schon vorhandenen Artikel.
Außerdem über die fünf zuletzt Verstorbenen, zu denen es einen ausreichend guten Artikel für eine Präsentation auf der Hauptseite gibt, nach der todesbedingten Überarbeitung der Artikel ggf. auch unter Wikipedia Diskussion:Hauptseite informieren und sie am besten auch in den anderen Wikipedia-Sprachversionen eintragen. Tipp: Regelmäßig bei news.google.de nach „ist tot“, „gestorben“ oder „verstorben“ suchen.
Wenn eine Person gestorben ist, gibt es viele Seiten zu dieser Person in der Wikipedia, die davon auch betroffen sind und entsprechend aktualisiert werden müssen. Beispiele: Namenübersichtsseite, Geburtsjahr, Geburtsort-Seiten und viele mehr.
Wie finde ich die betroffenen Seiten?
Im Suchfeld auf der linken Seite gibt man den Suchbegriff so ein: „Vorname Nachname“. Dann klickt man auf Volltext und alle Seiten mit entsprechendem Suchtext werden aufgerufen. Hier sieht man dann schnell, wo auch das Todesjahr Sinn macht oder sogar ein Teil des Artikels angepasst werden muss. Auch hilft das „Werkzeug“ auf der linken Seite sehr gut, um solche Seiten aufzufinden: „Links auf diese Seite“. Somit ist die Wikipedia wieder aktuell in allen Bereichen! Hinweis: bei Eintragung der Kategorie „Gestorben JAHR“ wird der Missbrauchsfilter 49 ausgelöst, was jedoch nicht schlimm ist. Siehe: Spezial:Missbrauchsfilter/49
Dies ist eine Liste von im Februar 2004 verstorbenen bekannten Persönlichkeiten. Die Einträge erfolgen innerhalb der einzelnen Daten alphabetisch sortiert. Tiere sind im Nekrolog für Tiere zu finden.

## Februar
| Tag         | Name                                                | Beruf, bekannt als                                                                                              | Alter | Beleg |
| ----------- | --------------------------------------------------- | --- | ----- | ----- |
| 1. Februar  | Dag Arvas                                           | schwedischer Konteradmiral                                                                                      | 90    |       |
| 1. Februar  | Tyoni Batsiua                                       | nauruische Gewichtheberin                                                                                       | 22    |       |
| 1. Februar  | Rocco Clein                                         | deutscher Musikjournalist und Musiker                                                                           | 35    |       |
| 1. Februar  | Buzz Gardner                                        | US-amerikanischer Jazz- und Rockmusiker                                                                         | 72    |       |
| 1. Februar  | Waleri Dmitrijewitsch Gassi                         | sowjetischer Handballspieler                                                                                    | 55    |       |
| 1. Februar  | Jens Langsdorff                                     | deutscher Politiker (CDU) und MdHB                                                                              | 65    |       |
| 1. Februar  | Ally MacLeod                                        | schottischer Fußballspieler und Trainer                                                                         | 72    |       |
| 1. Februar  | George Henry Speltz                                 | US-amerikanischer Geistlicher, Bischof von Saint Cloud                                                          | 91    |       |
| 1. Februar  | Dino Verde                                          | italienischer Drehbuchautor und Autor                                                                           | 81    |       |
| 2. Februar  | Erwin Brocke                                        | deutscher Jurist, Vizepräsident des deutschen Bundessozialgerichtes                                             | 83    |       |
| 2. Februar  | Alan Bullock                                        | britischer Historiker                                                                                           | 89    |       |
| 2. Februar  | Henry Cockburn                                      | englischer Fußballspieler                                                                                       | 80    |       |
| 2. Februar  | Arthur Gilson                                       | belgischer Politiker                                                                                            | 88    |       |
| 2. Februar  | Michio Hikitsuchi                                   | japanischer Aikidō-Lehrer                                                                                       | 80    |       |
| 2. Februar  | Rudi Horstmann                                      | deutscher Sänger, Komiker, Operettenbuffo und Schauspieler                                                      | 81    |       |
| 2. Februar  | Lloyd Hustvedt                                      | US-amerikanischer Wissenschaftler                                                                               | 81    |       |
| 2. Februar  | Daniel Kamho                                        | namibischer Politiker (SWAPO)                                                                                   |       |       |
| 2. Februar  | Siegfried Klotz                                     | deutscher Maler, Professor an der Hochschule für Bildende Künste Dresden                                        | 64    |       |
| 2. Februar  | Gabriel-Marie-Joseph Matagrin                       | römisch-katholischer Geistlicher, Bischof von Grenoble                                                          | 85    |       |
| 2. Februar  | Hans Jakob Schudel                                  | Schweizer Schachfunktionär und Schachspieler                                                                    | 88    |       |
| 2. Februar  | Robert Zimonyi                                      | ungarischer, später US-amerikanischer Ruderer                                                                   | 85    |       |
| 3. Februar  | Kaúlza Oliveira de Arriaga                          | portugiesischer General, Schriftsteller und Politiker                                                           | 89    |       |
| 3. Februar  | Cornelius Bumpus                                    | US-amerikanischer Rocksänger und -saxophonist                                                                   | 58    |       |
| 3. Februar  | Heinrich Jentgens                                   | deutscher Pneumologe                                                                                            | 91    |       |
| 3. Februar  | Hans Lisken                                         | deutscher Jurist, Polizeipräsident in Düsseldorf                                                                | 72    |       |
| 3. Februar  | Jason Raize                                         | US-amerikanischer Sänger und Schauspieler                                                                       | 28    |       |
| 3. Februar  | Fritz Wöss                                          | österreichischer Schriftsteller                                                                                 | 83    |       |
| 4. Februar  | Walentina Michailowna Borok                         | russische Mathematikerin                                                                                        | 72    |       |
| 4. Februar  | Jacques Français                                    | französischer Geigenbauer und -experte                                                                          | 80    |       |
| 4. Februar  | Horst von Hartlieb                                  | deutscher Jurist                                                                                                | 93    |       |
| 4. Februar  | Hilda Hilst                                         | brasilianische Schriftstellerin                                                                                 | 73    |       |
| 4. Februar  | Karlheinz Senghas                                   | deutscher Botaniker                                                                                             | 75    |       |
| 5. Februar  | René Grenier                                        | französischer Radrennfahrer                                                                                     | 60    |       |
| 5. Februar  | John Hench                                          | US-amerikanischer Illustrator, Storyboarder, Filmdesigner und Disney-Zeichner                                   | 95    |       |
| 5. Februar  | Friedhelm Hinze                                     | deutscher Slawist, Kaschubologe und Baltist                                                                     | 72    |       |
| 5. Februar  | Paul Kreich                                         | deutscher Politiker (FDP)                                                                                       | 95    |       |
| 5. Februar  | Claude Lemaire                                      | französischer Entomologe                                                                                        | 82    |       |
| 5. Februar  | William MacQuitty                                   | irischer Filmproduzent und Autor                                                                                | 98    |       |
| 5. Februar  | Ursula Madrasch-Groschopp                           | deutsche Publizistin                                                                                            | 87    |       |
| 5. Februar  | Brent Malone                                        | bahamäischer Maler                                                                                              |       |       |
| 5. Februar  | Thomas H. Moorer                                    | US-amerikanischer Militär, Chief of Naval Operations und Chairman of the Joint Chiefs of Staff                  | 91    |       |
| 5. Februar  | Heinrich Rombach                                    | deutscher Philosoph, Ordinarius für Philosophie                                                                 | 80    |       |
| 6. Februar  | Claus Hinrich Casdorff                              | deutscher Rundfunk- und Fernsehjournalist                                                                       | 78    |       |
| 6. Februar  | Emil Hess                                           | Schweizer Veterinärmediziner sowie Hochschullehrer                                                              | 92    |       |
| 06. Februar | Henri Honsia                                        | belgischer Kanute                                                                                               | 90    |       |
| 6. Februar  | Francis Xavier Mugadzi                              | simbabwischer Geistlicher, Bischof von Gweru                                                                    | 72    |       |
| 6. Februar  | Humphry Osmond                                      | britischer Psychiater                                                                                           | 86    |       |
| 6. Februar  | Wolfgang Storm                                      | deutscher Regionalplaner                                                                                        | 65    |       |
| 6. Februar  | Helmut Werner                                       | deutscher Manager, Schwimmer und Wasserballer                                                                   | 67    |       |
| 7. Februar  | Willi Gautschi                                      | Schweizer Historiker                                                                                            | 84    |       |
| 7. Februar  | Birol Pekel                                         | türkischer Fußballspieler und -trainer                                                                          |       |       |
| 7. Februar  | André Pirson                                        | deutscher Botaniker, Forscher und Hochschullehrer                                                               | 93    |       |
| 7. Februar  | Rolf Pohle                                          | deutscher Terrorist der Rote Armee Fraktion                                                                     | 62    |       |
| 7. Februar  | Norman Thelwell                                     | britischer Cartoonist                                                                                           | 80    |       |
| 7. Februar  | Peter Wülfing-von Martitz                           | deutscher Altphilologe                                                                                          | 73    |       |
| 8. Februar  | Robert Milson Appleby                               | britischer Paläontologe                                                                                         | 81    |       |
| 8. Februar  | Arne Eggebrecht                                     | deutscher Ägyptologe                                                                                            | 68    |       |
| 8. Februar  | Anton Walter Freud                                  | österreichischer SOE-Agent                                                                                      | 82    |       |
| 8. Februar  | Nicholas Goldschmidt                                | tschechisch-kanadischer Dirigent, Musikpädagoge, Sänger und Pianist                                             | 95    |       |
| 8. Februar  | Kristian Henriksen                                  | norwegischer Fußballspieler und -trainer                                                                        | 92    |       |
| 8. Februar  | William W. Johnstone                                | US-amerikanischer Autor                                                                                         | 65    |       |
| 8. Februar  | Cem Karaca                                          | türkischer Rockmusiker und Vertreter der Anadolu-Rock-Bewegung                                                  | 58    |       |
| 8. Februar  | Andrea Mascagni                                     | italienischer Musiker und Politiker                                                                             | 86    |       |
| 8. Februar  | Julius Schwartz                                     | US-amerikanischer Verleger                                                                                      | 88    |       |
| 9. Februar  | Julio Baylón                                        | peruanischer Fußballspieler                                                                                     | 53    |       |
| 9. Februar  | Anneliese Bulling                                   | deutsche Sinologin                                                                                              | 103   |       |
| 9. Februar  | Robert F. Colesberry                                | US-amerikanischer Filmproduzent und Schauspieler                                                                | 57    |       |
| 9. Februar  | Cándido Genaro Rubiolo                              | argentinischer Geistlicher, katholischer Bischof                                                                | 83    |       |
| 9. Februar  | Gerhard Riedmann                                    | österreichischer Schauspieler                                                                                   | 78    |       |
| 9. Februar  | Opilio Rossi                                        | US-amerikanischer Geistlicher, römisch-katholischer Kurienkardinal                                              | 93    |       |
| 9. Februar  | Walter Schemel                                      | deutscher Fußballspieler                                                                                        | 80    |       |
| 10. Februar | Michael Kroecher                                    | deutscher Tänzer und Schauspieler                                                                               |       |       |
| 10. Februar | Timothée Pirigisha Mukombe                          | römisch-katholischer Geistlicher, Bischof von Kasongo                                                           | 83    |       |
| 10. Februar | J. C. Quinn                                         | US-amerikanischer Schauspieler                                                                                  | 63    |       |
| 11. Februar | Vera Broido                                         | russische Muse                                                                                                  | 96    |       |
| 11. Februar | Thomas Brüggemann                                   | deutscher Psychologe und Wegbereiter der Zweiten Schwulenbewegung in Deutschland                                | 46    |       |
| 11. Februar | Bruno Condé                                         | französischer Höhlenforscher und Zoologe                                                                        | 83    |       |
| 11. Februar | Shirley Strickland de la Hunty                      | australische Leichtathletin und Olympiasiegerin                                                                 | 78    |       |
| 11. Februar | Tadeusz Dembończyk                                  | polnischer Gewichtheber                                                                                         | 48    |       |
| 11. Februar | Ralf Huwendiek                                      | deutscher Rundfunkautor, Kabarettist und Liedermacher                                                           | 55    |       |
| 11. Februar | Stephen M. Kellen                                   | deutsch-US-amerikanischer Bankier                                                                               | 89    |       |
| 11. Februar | Ryszard Kukliński                                   | polnischer Militär, Oberst der polnischen Volksarmee und CIA-Spion                                              | 73    |       |
| 11. Februar | Jozef Lenárt                                        | tschechoslowakischer Politiker                                                                                  | 80    |       |
| 11. Februar | Albeiro Usuriaga                                    | kolumbianischer Fußballspieler                                                                                  | 37    |       |
| 12. Februar | Enrique Escobar                                     | spanischer Filmkomponist                                                                                        | 82    |       |
| 12. Februar | Thyra Hedvall                                       | schwedische Badmintonspielerin                                                                                  | 92    |       |
| 12. Februar | Volker Hucklenbroich                                | deutscher Jurist und Berliner Politiker (FDP), MdA                                                              | 79    |       |
| 12. Februar | Preston Love                                        | US-amerikanischer Jazzmusiker                                                                                   | 82    |       |
| 13. Februar | Theodore Constantine, Baron Constantine of Stanmore | britischer Politiker                                                                                            | 93    |       |
| 13. Februar | Carole Eastman                                      | US-amerikanische Schauspielerin und Drehbuchautorin                                                             | 69    |       |
| 13. Februar | David Lee                                           | britischer Offizier der Luftstreitkräfte des Vereinigten Königreichs                                            | 91    |       |
| 13. Februar | Heinz Friedrich                                     | deutscher Verleger und Autor                                                                                    | 81    |       |
| 13. Februar | Denis Eugene Hurley                                 | südafrikanischer Ordensgeistlicher, Erzbischof von Durban, Konzilsvater                                         | 88    |       |
| 13. Februar | Selimchan Abdumuslimowitsch Jandarbijew             | tschetschenischer Dichter, Literaturwissenschaftler, Kinderbuchautor und kommissarischer Präsident Tschetsch... | 51    |       |
| 13. Februar | Günter Schlegel                                     | deutscher Fußballspieler                                                                                        | 78    |       |
| 13. Februar | François Tavenas                                    | kanadischer Ingenieur                                                                                           | 61    |       |
| 13. Februar | Erich Zeitler                                       | deutscher Politiker (SPD), MdL                                                                                  | 82    |       |
| 14. Februar | Georg Badeck                                        | deutscher Politiker (CDU), MdL                                                                                  | 65    |       |
| 14. Februar | Ruben Carlsson                                      | schwedischer Eishockeyspieler                                                                                   | 91    |       |
| 14. Februar | Hans Herbert Fiedler                                | deutscher Opernsänger (Bass) und Schauspieler                                                                   | 96    |       |
| 14. Februar | Wolfgang Ginzel                                     | tschechischer Bergsteiger und Naturfotograf                                                                     | 70    |       |
| 14. Februar | Werner Hilgemann                                    | deutscher Lehrer und Sachbuchautor                                                                              | 83    |       |
| 14. Februar | Eloise Jensson                                      | US-amerikanische Kostümbildnerin                                                                                | 81    |       |
| 14. Februar | Anna Metze-Kirchberg                                | deutsche Schriftstellerin                                                                                       | 96    |       |
| 14. Februar | Christa Susanne Dorothea Kleinert                   | deutsche Ökonomin                                                                                               | 78    |       |
| 14. Februar | Marco Pantani                                       | italienischer Radrennfahrer                                                                                     | 34    |       |
| 14. Februar | Walter Perkins                                      | US-amerikanischer Jazzschlagzeuger                                                                              | 72    |       |
| 14. Februar | Marie Veit                                          | deutsche evangelische Theologin                                                                                 | 82    |       |
| 14. Februar | Yang Xinhai                                         | chinesischer Serienmörder                                                                                       | 35    |       |
| 15. Februar | Gil Coggins                                         | US-amerikanischer Jazzpianist                                                                                   | 75    |       |
| 15. Februar | Hasse Ekman                                         | schwedischer Theater- und Filmschauspieler                                                                      | 88    |       |
| 15. Februar | Jens Evensen                                        | norwegischer Politiker und Diplomat, Richter am Internationalen Gerichtshof (1985–1994)                         | 86    |       |
| 15. Februar | Walter H. Gottschalk                                | US-amerikanischer Mathematiker                                                                                  | 85    |       |
| 15. Februar | Hermann Hogeback                                    | deutscher Oberstleutnant und Kampfflieger im Zweiten Weltkrieg                                                  | 89    |       |
| 15. Februar | Jan Miner                                           | US-amerikanische Schauspielerin                                                                                 | 86    |       |
| 15. Februar | Clas Michael Naumann zu Königsbrück                 | deutscher Zoologe                                                                                               | 64    |       |
| 15. Februar | Abbie Neal                                          | US-amerikanische Country-Musikerin                                                                              | 85    |       |
| 15. Februar | Herbert Schlüter                                    | deutscher Schriftsteller und Übersetzer                                                                         | 97    |       |
| 15. Februar | John Tietjen                                        | US-amerikanischer Theologe                                                                                      | 75    |       |
| 15. Februar | Fritz Waller                                        | Schweizer Bobfahrer                                                                                             | 83    |       |
| 16. Februar | Stefan Höpfinger                                    | deutscher Politiker (CSU), MdL, MdB                                                                             | 78    |       |
| 16. Februar | Ella Johnson                                        | US-amerikanische Jazz-Sängerin                                                                                  | 80    |       |
| 16. Februar | Martin Kneser                                       | deutscher Mathematiker                                                                                          | 76    |       |
| 16. Februar | Doris Troy                                          | US-amerikanische Soul-Sängerin                                                                                  | 67    |       |
| 17. Februar | Helga Dickel                                        | deutsche Politikerin (KPD), MdL                                                                                 | 84    |       |
| 17. Februar | Gaston Godel                                        | Schweizer Leichtathlet                                                                                          | 89    |       |
| 17. Februar | Günther Herrmann                                    | deutscher Jurist und SS-Führer                                                                                  | 95    |       |
| 17. Februar | José López Portillo                                 | mexikanischer Politiker, Präsident Mexikos                                                                      | 83    |       |
| 17. Februar | Yuzuru Sera                                         | japanischer Jazzpianist                                                                                         | 71    |       |
| 17. Februar | David Schoffel                                      | deutscher Spieler im asiatischen Brettspiel Go                                                                  | 55    |       |
| 17. Februar | Christoph Bernhard Schücking                        | deutscher Jurist, Politiker und Beamter                                                                         | 92    |       |
| 17. Februar | Vladimír Šrámek                                     | slowakischer Komponist                                                                                          | 80    |       |
| 17. Februar | Karl-Heinz Stienen                                  | deutscher Politiker (SPD), MdB                                                                                  | 71    |       |
| 17. Februar | Gerhard Wachter                                     | deutscher General                                                                                               | 74    |       |
| 17. Februar | Heinz Weinhold-Stünzi                               | Schweizer Betriebswirtschaftler                                                                                 | 77    |       |
| 17. Februar | Cameron Todd Willingham                             | US-amerikanischer Mörder, der des Mordes an seinen drei jungen Kindern angeklagt und hingerichtet wurde         | 36    |       |
| 18. Februar | Frank Kneebone                                      | australischer Politiker                                                                                         | 98    |       |
| 18. Februar | Josef Moosholzer                                    | deutscher Schauspieler                                                                                          | 71    |       |
| 18. Februar | Johanna Olbrich                                     | deutsche Spionin (DDR)                                                                                          | 77    |       |
| 18. Februar | Heinrich Praml                                      | deutscher Politiker (CSU), MdL                                                                                  | 91    |       |
| 18. Februar | Jean Rouch                                          | französischer Regisseur                                                                                         | 86    |       |
| 18. Februar | Şadi Üçüncü                                         | deutsch-türkischer Schriftsteller, Dichter, Künstler und diplomierter Betriebswirt                              |       |       |
| 19. Februar | Hans Becher                                         | deutscher Heimatforscher und Museumsdirektor                                                                    | 97    |       |
| 19. Februar | Wilfried Diebschlag                                 | deutscher Mediziner                                                                                             | 65    |       |
| 19. Februar | Hans Fricke                                         | deutscher Eisenbahningenieur                                                                                    | 90    |       |
| 19. Februar | Ludwig F. Haber                                     | deutsch-britischer Wirtschaftshistoriker                                                                        | 82    |       |
| 19. Februar | Hermann Krings                                      | deutscher Philosoph                                                                                             | 90    |       |
| 19. Februar | Joachim Leitert                                     | deutscher Motorrad-Rennfahrer                                                                                   | 72    |       |
| 20. Februar | Ana Ariel                                           | brasilianische Schauspielerin                                                                                   | 73    |       |
| 20. Februar | Minouche Barelli                                    | französisch-monégassische Sängerin                                                                              | 56    |       |
| 20. Februar | Sigfrido Fontanelli                                 | italienischer Radrennfahrer                                                                                     | 56    |       |
| 20. Februar | Hans-Joachim Krusch                                 | deutscher Historiker                                                                                            | 68    |       |
| 20. Februar | Giovanni Locatelli                                  | römisch-katholischer Geistlicher, Bischof von Vigevano                                                          | 73    |       |
| 20. Februar | J. J. Malone                                        | US-amerikanischer Bluesmusiker                                                                                  | 68    |       |
| 20. Februar | Kōyū Ohara                                          | japanischer Filmregisseur und Drehbuchautor                                                                     |       |       |
| 21. Februar | Sergei Sergejewitsch Awerinzew                      | russischer Literaturwissenschaftler und Slawist                                                                 | 66    |       |
| 21. Februar | John Charles                                        | walisischer Fußballspieler                                                                                      | 72    |       |
| 21. Februar | Khoo Teck Puat                                      | singapurischer Bankier                                                                                          | 87    |       |
| 21. Februar | Dan Kiley                                           | US-amerikanischer Landschaftsarchitekt                                                                          | 91    |       |
| 21. Februar | Steve McAdam                                        | nordirischer Fußballspieler                                                                                     | 43    |       |
| 21. Februar | Guido Molinari                                      | kanadischer Maler und Grafiker                                                                                  | 70    |       |
| 21. Februar | Custódio Pinto                                      | portugiesischer Fußballspieler                                                                                  | 62    |       |
| 21. Februar | Jürgen Roloff                                       | deutscher evangelischer Theologe für Neues Testament                                                            | 73    |       |
| 21. Februar | Svava Jakobsdóttir                                  | isländische Schriftstellerin und Politikerin                                                                    | 73    |       |
| 21. Februar | David de Wied                                       | niederländischer Mediziner, Pharmakologe und Hochschullehrer                                                    | 79    |       |
| 22. Februar | Bob Bednarski                                       | US-amerikanischer Gewichtheber                                                                                  | 59    |       |
| 22. Februar | Ute Blaich                                          | deutsche Redakteurin, Herausgeberin und Kinderbuchautorin                                                       | 65    |       |
| 22. Februar | Rolf Gillhausen                                     | deutscher Reportagefotograf und Journalist                                                                      | 81    |       |
| 22. Februar | Marianne Grewe-Partsch                              | deutsche Medienwissenschaftlerin, Juristin und Hochschullehrerin                                                | 91    |       |
| 22. Februar | Vishnu Govind Jog                                   | indischer Geiger                                                                                                | 81    |       |
| 22. Februar | Roque Máspoli                                       | uruguayischer Fußballtorhüter und -trainer                                                                      | 86    |       |
| 22. Februar | Irina Press                                         | sowjetische Leichtathletin                                                                                      | 64    |       |
| 22. Februar | Dudley Powers                                       | US-amerikanischer Cellist, Dirigent und Musikpädagoge                                                           | 92    |       |
| 22. Februar | Salvador Emilio Riverón Cortina                     | kubanischer Geistlicher, Weihbischof in San Cristóbal de la Habana                                              | 55    |       |
| 22. Februar | John Santucci                                       | US-amerikanischer Filmschauspieler                                                                              | 63    |       |
| 23. Februar | Paul Affeldt                                        | US-amerikanischer Jazzautor und Produzent                                                                       | 72    |       |
| 23. Februar | Vijay Anand                                         | indischer Filmregisseur                                                                                         | 70    |       |
| 23. Februar | Carl Anderson                                       | US-amerikanischer Sänger und Schauspieler                                                                       | 58    |       |
| 23. Februar | Neil Ardley                                         | britischer Autor und Musiker                                                                                    | 66    |       |
| 23. Februar | Sikander Bakht                                      | indischer Politiker                                                                                             | 85    |       |
| 23. Februar | Don Cornell                                         | US-amerikanischer Sänger der 1940er und 1950er                                                                  | 84    |       |
| 23. Februar | Albert Doillon                                      | französischer Romanist und Argotforscher                                                                        | 85    |       |
| 23. Februar | Bart Howard                                         | US-amerikanischer Jazz-Komponist                                                                                | 88    |       |
| 23. Februar | Bob Marshall                                        | australischer Billardspieler und Weltmeister                                                                    | 93    |       |
| 23. Februar | Uwe Reimer                                          | deutscher Schriftsteller                                                                                        | 56    |       |
| 24. Februar | Rudolf von Albertini                                | Schweizer Historiker                                                                                            | 80    |       |
| 24. Februar | Albert Axelrod                                      | US-amerikanischer Fechter                                                                                       | 83    |       |
| 24. Februar | Wilfrid J. Dufault                                  | US-amerikanischer Priester, Generalprior des Assumptionisten                                                    | 96    |       |
| 24. Februar | Fritz Fabricius                                     | deutscher Rechtswissenschaftler                                                                                 | 84    |       |
| 24. Februar | Jean-Marc Lelong                                    | französischer Comic-Zeichner                                                                                    | 55    |       |
| 24. Februar | Virtú Maragno                                       | argentinischer Komponist                                                                                        | 75    |       |
| 24. Februar | Alfred Orda                                         | polnischer Opernsänger                                                                                          | 88    |       |
| 24. Februar | Francisco José Pérez y Fernández-Golfín             | römisch-katholischer Geistlicher, Bischof von Getafe                                                            | 73    |       |
| 24. Februar | John Randolph                                       | US-amerikanischer Schauspieler                                                                                  | 88    |       |
| 24. Februar | A.C. Reed                                           | US-amerikanischer Blues-Saxophonist und Sänger                                                                  | 77    |       |
| 24. Februar | Wolf Reuther                                        | deutscher Maler, Graphiker und Autor                                                                            | 86    |       |
| 25. Februar | Estelle Axton                                       | US-amerikanische Unternehmerin, Gründerin von Stax Records                                                      | 85    |       |
| 25. Februar | Lothar Bergmann                                     | deutscher Kommunalpolitiker                                                                                     | 72    |       |
| 25. Februar | Franz Csöngei                                       | österreichischer Eishockeyspieler                                                                               | 90    |       |
| 25. Februar | Félix Díaz                                          | argentinischer Fußballspieler                                                                                   | 76    |       |
| 25. Februar | Jacques Georges                                     | französischer Fußballfunktionär                                                                                 | 87    |       |
| 25. Februar | Ruth Höhmann                                        | deutsche Kunstsammlerin, Mäzenin und letzte private Besitzerin des Höhmannhauses Augsburg                       | 89    |       |
| 25. Februar | Lewon Konstantinowitsch Lasarew                     | georgischer Bildhauer und Maler                                                                                 | 76    |       |
| 25. Februar | Antonio López Aviña                                 | mexikanischer Geistlicher, katholischer Bischof                                                                 | 88    |       |
| 25. Februar | Werner Porsch                                       | deutscher Politiker (FDP), MdB                                                                                  | 89    |       |
| 25. Februar | Bagrat Schinkuba                                    | sowjetisch-abchasischer Schriftsteller, Poet, Linguist, Historiker und Politiker                                | 86    |       |
| 25. Februar | Viktoria Stadlmayer                                 | österreichische Beamtin                                                                                         | 86    |       |
| 25. Februar | Erkki Tamila                                        | finnischer Leichtathlet                                                                                         | 92    |       |
| 26. Februar | Shankarrao Chavan                                   | indischer Politiker (INC)                                                                                       | 83    |       |
| 26. Februar | Jimmy Coe                                           | US-amerikanischer Jazz- und R&B-Musiker                                                                         | 82    |       |
| 26. Februar | Adolf Ehrnrooth                                     | finnischer Infanteriegeneral                                                                                    | 99    |       |
| 26. Februar | Heino Mikiver                                       | estnischer Künstler und Schriftsteller                                                                          | 79    |       |
| 26. Februar | Alvino Rey                                          | US-amerikanischer Jazz-Gitarrist und Bandleader                                                                 | 95    |       |
| 26. Februar | Boris Trajkovski                                    | mazedonischer Politiker                                                                                         | 47    |       |
| 26. Februar | Ralph E. Winters                                    | kanadischer Filmeditor                                                                                          | 94    |       |
| 27. Februar | Bertram Gallus                                      | deutscher Verleger                                                                                              | 52    |       |
| 27. Februar | Franz Erich Meußdoerffer                            | deutscher Manager                                                                                               | 85    |       |
| 27. Februar | Raymund Schwager                                    | schweizerischer katholischer Theologe und Jesuit                                                                | 68    |       |
| 27. Februar | Paul Sweezy                                         | US-amerikanischer Nationalökonom, marxistischer Autor und Herausgeber des Monthly Review                        | 93    |       |
| 27. Februar | Paul Voell                                          | deutscher Schwimmer                                                                                             | 68    |       |
| 27. Februar | Konstantine Zereteli                                | georgischer Semitist                                                                                            | 83    |       |
| 28. Februar | Gene Allison                                        | US-amerikanischer Sänger                                                                                        | 69    |       |
| 28. Februar | Federico Barrera Fuentes                            | mexikanischer Botschafter und General                                                                           | 90    |       |
| 28. Februar | Daniel J. Boorstin                                  | US-amerikanischer Historiker, Leiter der Library of Congress                                                    | 89    |       |
| 28. Februar | Werner Katzmann                                     | österreichischer Meeresbiologe                                                                                  | 60    |       |
| 28. Februar | Angie Turner King                                   | US-amerikanische Mathematikerin, Chemikerin und Hochschullehrerin                                               | 98    |       |
| 28. Februar | Carmen Laforet                                      | spanische Schriftstellerin                                                                                      | 82    |       |
| 28. Februar | Stanislaus Lo Kuang                                 | chinesischer Geistlicher, Erzbischof von Taipeh                                                                 | 93    |       |
| 28. Februar | Heinz Niemeyer                                      | deutscher Jazzmusiker (Schlagzeug)                                                                              |       |       |
| 28. Februar | Otto Steidle                                        | deutscher Architekt                                                                                             | 60    |       |
| 28. Februar | Nicholas Vivian, 6. Baron Vivian                    | britischer Peer und Politiker (Conservative Party)                                                              | 68    |       |
| 28. Februar | Robin Wood                                          | kanadischer Pianist und Musikpädagoge                                                                           | 79    |       |
| 29. Februar | Lew Jakowlewitsch Abramow                           | russischer Schachspieler, -schiedsrichter und -funktionär                                                       | 92    |       |
| 29. Februar | Jean-Baptiste Ama                                   | kamerunischer Geistlicher, Bischof von Ebolowa-Kribi                                                            | 77    |       |
| 29. Februar | Oleksandr Beresch                                   | ukrainischer Turner                                                                                             | 26    |       |
| 29. Februar | J. Hellmut Freund                                   | deutscher Lektor und Autor                                                                                      | 84    |       |
| 29. Februar | Kagamisato Kiyoji                                   | japanischer Sumōringer und 42. Yokozuna                                                                         | 80    |       |
| 29. Februar | Danny Ortiz                                         | guatemaltekischer Fußballspieler                                                                                | 27    |       |
| 29. Februar | Witold Rudziński                                    | polnischer Komponist                                                                                            | 90    |       |
| 29. Februar | Harold Bernard St. John                             | barbadischer Politiker, Premierminister von Barbados                                                            | 72    |       |
| Februar     | Bertil Arvidson                                     | schwedischer Diplomat                                                                                           | 82    |       |
| Februar     | Ken Brierley                                        | englischer Fußballspieler                                                                                       | 77    |       |